# دنیس نیکرسون
دنیس نیکرسون (انگلیسی: Denise Nickerson; ۱ آوریل ۱۹۵۷ – ۱۰ ژوئیهٔ ۲۰۱۹) هنرپیشه اهل ایالات متحده آمریکا بود. وی بین سال‌های ۱۹۵۹ تا ۱۹۷۸ میلادی فعالیت می‌کرد.
از فیلم‌ها یا برنامه‌های تلویزیونی که وی در آن نقش داشته‌است می‌توان به ویلی وانکا و کارخانه شکلات‌سازی اشاره کرد.